# Trans-Mississippi Exposition
Trans-Mississippi a International Exposition byla světová výstava, která se konala v Omaze v Nebrasce od 1. června do 1. listopadu 1898. Jeho cílem bylo předvést vývoj amerického Západu: od řeky Mississippi po pobřeží Pacifiku. Přes 2,6 milionů lidi si během 5 měsíců výstavy přišlo prohlédnout 4 062 exponátů. Výstavu navštívili i prezidentiWilliam McKinley a William Jennings Bryan.